# Botaniska Notiser
Botaniska Notiser var en svensk botanisk tidskrift, utgiven 1839-1980.
Tidskriften grundades i Lund av Alexis Lindblom och utgavs av honom 1839–1846, övertogs därefter av Nils Johan Andersson 1849 och 1852 av Knut Fredrik Thedenius. Under perioden 1849–1856 utgavs den under namnet Nya Botaniska Notiser i Stockholm. Åren 1857–1858 och 1865–1868 redigerades den av Thore M. Fries och 1863 åter en tid av N.J. Andersson. Efter att en tid varit nedlagd återupptogs utgivningen 1871 av Otto Nordstedt, vilken var dess redaktör fram till 1922, då utgivningen övertogs av Lunds botaniska förening med Harald Kylin som redaktör 1922–1928 och Nils Sylvén 1929–1937. Redaktörskapet övertogs 1938 av Henning Weimarck. Från 1916 åtnjöt tidskriften statsstöd. Åren 1864–1907 och åter från 1945 innehöll tidskriften bibliografiska översikter över botanisk litteratur från Sverige, Norge, Finland och Danmark.